# Сан-маринско-северокорейские отношения
Сан-маринско-северокорейские отношения — двусторонние дипломатические отношения между Сан-Марино и КНДР.

## История
Страны обменялись нотами в 2004 году и официально установили дипломатические отношения 14 марта 2005 года. 14 сентября 2007 год посол КНДР Хан Тхэ Сон получил верительные грамоты. Правители КНДР и Сан-Марино поздравляют страны друг друга с днём независимости.
8 февраля 2016 года Сан-Марино осудило четвертое ядерное испытание КНДР: «Министерство иностранных дел подтверждает свою позицию решительного осуждения действий Северной Кореи, постоянно нарушающих международные нормы и резолюции Совета Безопасности ООН. Новый запуск ракеты вновь вызвал напряженность в международном сообществе и еще раз подчеркнул необходимость принятия мер по пресечению опасных ядерных и баллистических ракетных планов азиатской страны, которая продолжает бросать вызов сверхдержавам и всему миру. В духе последней резолюции Совета Безопасности, который провел срочное заседание по этому вопросу, Государственный секретариат разделяет и поддерживает стремление решительно противостоять чрезвычайно серьезной агрессии против мира и международной и региональной безопасности. Он также поддерживает многочисленные заявления, сделанные в отношении обязательств, налагаемых резолюциями ООН, и единодушное решительное осуждение неприемлемой провокации».
15 февраля 2017 года Сан-Марино осудило пятое ядерное испытания КНДР: «Сан-Марино разделяет общую озабоченность государств по поводу произошедшего и развития ядерного арсенала Северной Кореи, способного подорвать международный мир и безопасность. Республика солидарна со странами Тихоокеанского региона и Азии, наиболее пострадавшими от бессмысленных действий Ким Чен Ына и его презрительного пренебрежения международных законов».
Несмотря на озабоченность ядерными испытаниями, 2021 году Сан-Марино было одной из двадцати стран, которая поздравила КНДР с 73-летием.

## Визовая политика
- Граждане Сан-Марино должны иметь визу для посещения КНДР, которую необходимо получить в посольстве КНДР в Риме. Посетитель, путешествующий с целью туризма, должен иметь разрешение, выданное туристическим агентством КНДР. Также посетитель должен доказать, что у него достаточно финансовых средств для проживания, а также должен иметь билет в данную страну и на обратный путь, либо документы, необходимые для следующего пункта назначения. Необходим паспорт Сан-Марино, который остаётся действительным по прибытии. Обязательных прививок не требуется[9].
- Граждане КНДР также должны иметь визу для посещения Сан-Марино[10].

## Дипломатические представительства
- Сан-Марино не представлена в КНДР ни на каком уровне[11].
- КНДР не имеет посольства в Сан-Марино, но посольство в Риме, столице Италии, аккредитовано и в Сан-Марино[12].